# 吴玉搢
吴玉搢（?—?），字籍五，号山夫，清山阳县河下人。
幼時喜辨识古字，早年“究心六书，博通群籍，学有本原”，常至人跡罕至處，“搜其碑刻而还”。官至凤阳府训导。秦味经稱：“吾于海内见二奇士，其一谓山夫也”。著有《说文引经考》、《金石存》、《别雅》、《六书述部叙考》、《正字通正》等書。